# 鲸园街道
鲸园街道，是中华人民共和国山東省威海市环翠区下辖的一个乡镇级行政单位。

## 行政区划
鲸园街道下辖以下地区：
东山社区、鲸园社区、北仓社区、光明社区、北门外社区、花园社区、古北社区、庙耩社区、戚东夼社区、戚谷疃社区、长征社区、菊花顶社区、古陌社区、万福社区、朝阳社区和北山社区。